# Martin Grotjahn (Psychoanalytiker)
Martin Grotjahn (* 8. Juli 1904 in Berlin; † 30. September 1990) war ein deutschstämmiger amerikanischer Psychoanalytiker.

## Leben
Martin Grotjahn war der Sohn des Arztes Alfred Grotjahn und der Charlotte Harz und ein Urenkel von Heinrich Grotjahn. Er besuchte von 1922 bis 1924 die Schulfarm Insel Scharfenberg und legte 1924 das Abitur ab. Er studierte vom Sommersemester 1924 bis Mai 1926 in Berlin Medizin mit Staatsexamensabschluss und wurde 1930 promoviert.
Ab 1929 spezialisierte er sich auf die Psychiatrie und machte bis 1936 eine psychoanalytische Ausbildung an der Psychoanalytischen Poliklinik und Lehranstalt in der Potsdamer Straße 29 (heute Nr. 74) in Berlin-Tiergarten unter Leitung von Max Eitingon und entwickelte sich zu einem Anhänger von Sigmund Freud.
1937 emigrierte er mit seiner am 24. September 1904 in München geborenen Frau, der promovierten Medizinerin Etelka Grosz, Tochter des Magdeburger Arztes Gyula Grosz, und seinem einjährigen Sohn Michael in die USA. Dort trat er als Arzt in den Dienst der US-Armee ein, war in Chicago als Psychoanalytiker tätig und arbeitete bis 1945 in der Klinik des Psychiaters Karl Menninger. Anschließend ging Grotjahn nach Los Angeles und gründete dort mit Friedrich Hacker und May Romm das Southern California Institute for Psychoanalysis, ein Ausbildungszentrum für Psychoanalytiker. Er wurde selbst zu einem der bekanntesten amerikanischen Psychoanalytiker und war einer der ersten, der sich mit dem Trauma des Alterns beschäftigte.
Martin Grotjahn war assoziierter klinischer Professor für Psychiatrie an der University of Southern California. Im Alter von 75 Jahren erlitt er einen schweren Herzinfarkt, der ihn gesundheitlich einschränkte. Grotjahn stellte fest, er fühle sich nun alt: „Plötzlich stellte ich fest: 50 Jahre Arbeit sind genug.(…) Mit Arbeit und Sorgen habe ich abgeschlossen.“

## Schriften (Auswahl)
- Über Untersuchungen an Sackträgern. Berlin, Univ., Diss., 1930.
- mit Franz Alexander und Samuel Eisenstein: Psychoanalytic Pioneers. Basic Books, New York 1966; Transaction Publishers, 1995, ISBN 1-56000-815-6.
- Rauchen, Husten, Lachen und Beifall. Eine vergleichende Studie zur Symbolik des Atmens (Vortrag aus Anlass des 50-jährigen Bestehens des Berliner Psychoanalytischen Instituts). In: Hilda Abraham: Psychoanalyse in Berlin. Beiträge zur Geschichte, Theorie und Praxis. Anton Hain, Meisenheim 1971, S. 163–169 (Digitalisat).
- Vom Sinn des Lachens. Psychoanalytische Betrachtungen über den Witz, das Komische und den Humor. Deutsch von Gerhard Vorkamp. München 1974.
- Die Sprache des Symbols. Der Zugang zum Unbewußten. Deutsch von Gerhard Vorkamp. München 1977.
- An interview with Martin Grotjahn. In: Group. Band 4, Heft 1, 1980, ISSN 1573-3386, S. 72–76, doi:10.1007/BF01456490.
- Kunst und Technik der Analytischen Gruppentherapie. Deutsch von Gudrun Theusner-Stampa. Frankfurt am Main 1985.
- My Favorite Patient. The Memoirs of a Psychoanalyst. Lang, New York/Frankfurt 1987.